# لوپنیتسه
لوپنیتسه (به چکی: Lupenice) یک منطقهٔ مسکونی در جمهوری چک است که در ناحیه ریخنوف ناد کنیژنوو واقع شده‌است.